# Michel de Montaignes Turmbibliothek
Michel de Montaignes Turmbibliothek befindet sich auf dem über Jahrhunderte hinweg mehrfach umgestalteten Gebäudekomplex des Familiensitzes von Michel de Montaigne, dem Château de Montaigne. Er liegt in der Gemeinde Saint-Michel-de-Montaigne, im Département Dordogne, Region Nouvelle-Aquitaine im Südwesten von Frankreich.

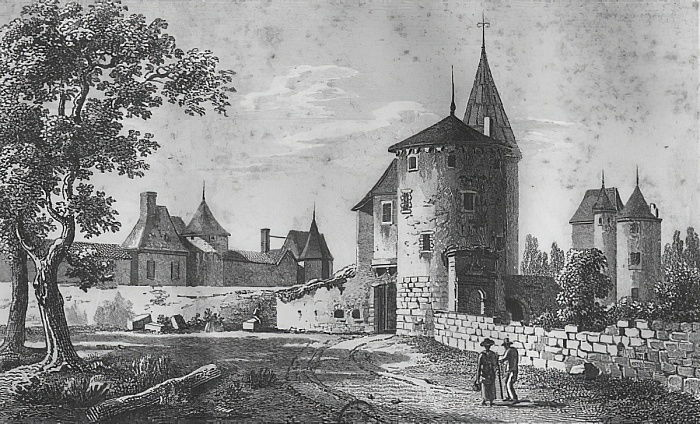
Ansicht des Châteaus von Jean-Jérôme Baugean (1764–1819), die den Turm betont und weitgehend den ursprünglichen Zustand vor dem Brand von 1885 zeigt

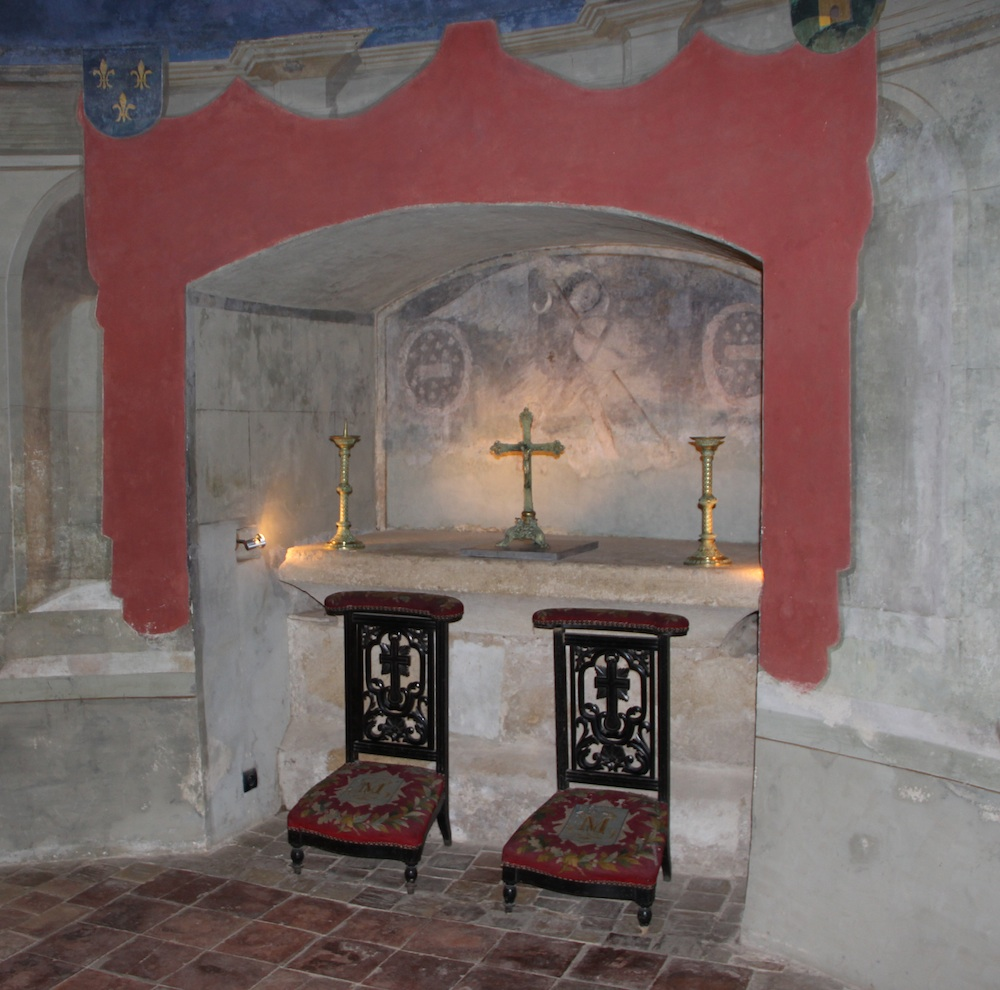
Erdgeschoss: Das Oratorium von de Montaigne, im Erdgeschoss des Turms; zwei Gebetsstühle davor. Der Gebetsraum ist mit Fresken dekoriert. Der Eingang liegt links (nicht im Bild)

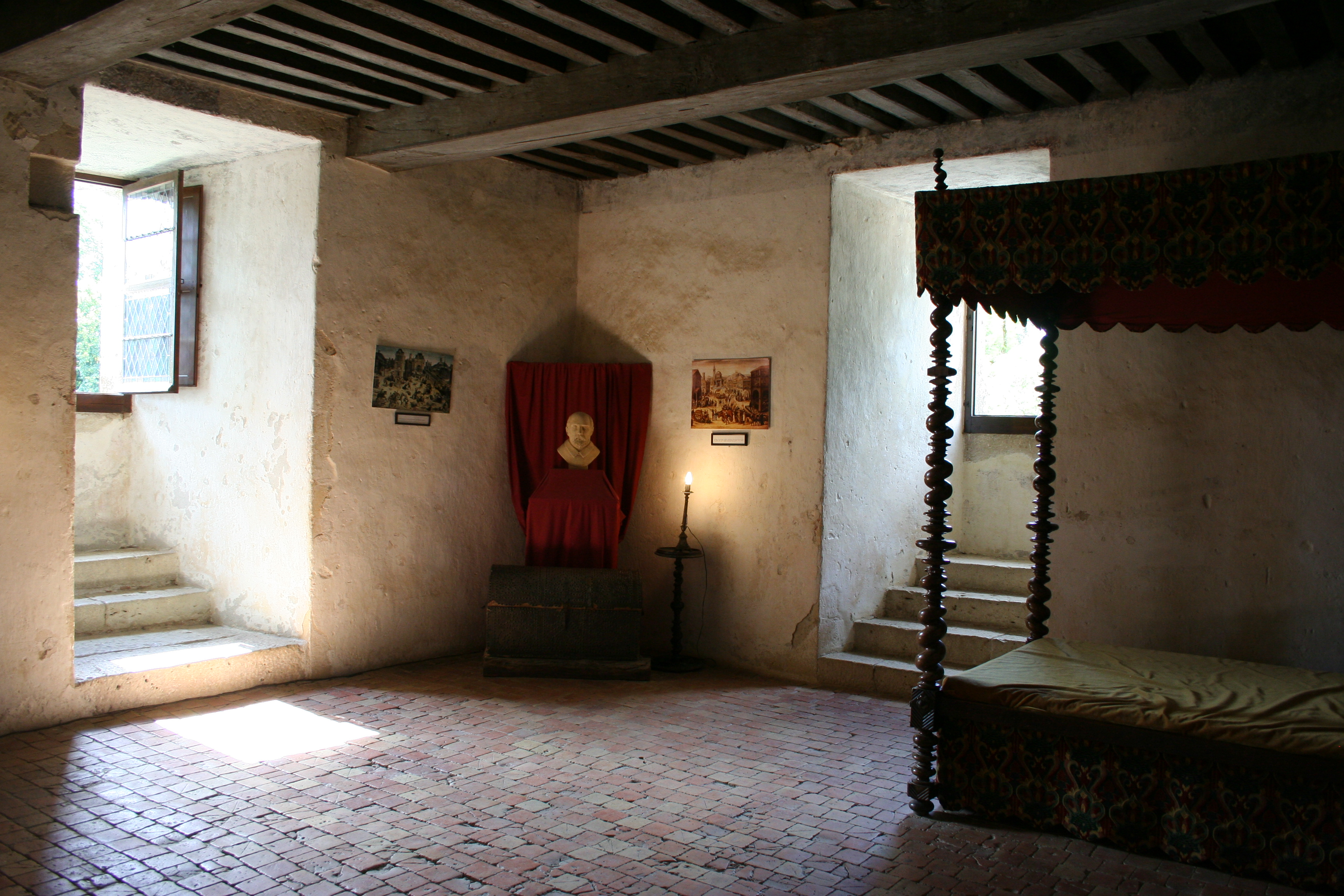
1. Etage: Kammer im Turm des Château de Montaigne, in der ersten Etage. In Blickrichtung Montaignes Reisetruhe, rechtsseitig sein Bett. Hier starb wahrscheinlich der Philosoph. Blick vom Eingang

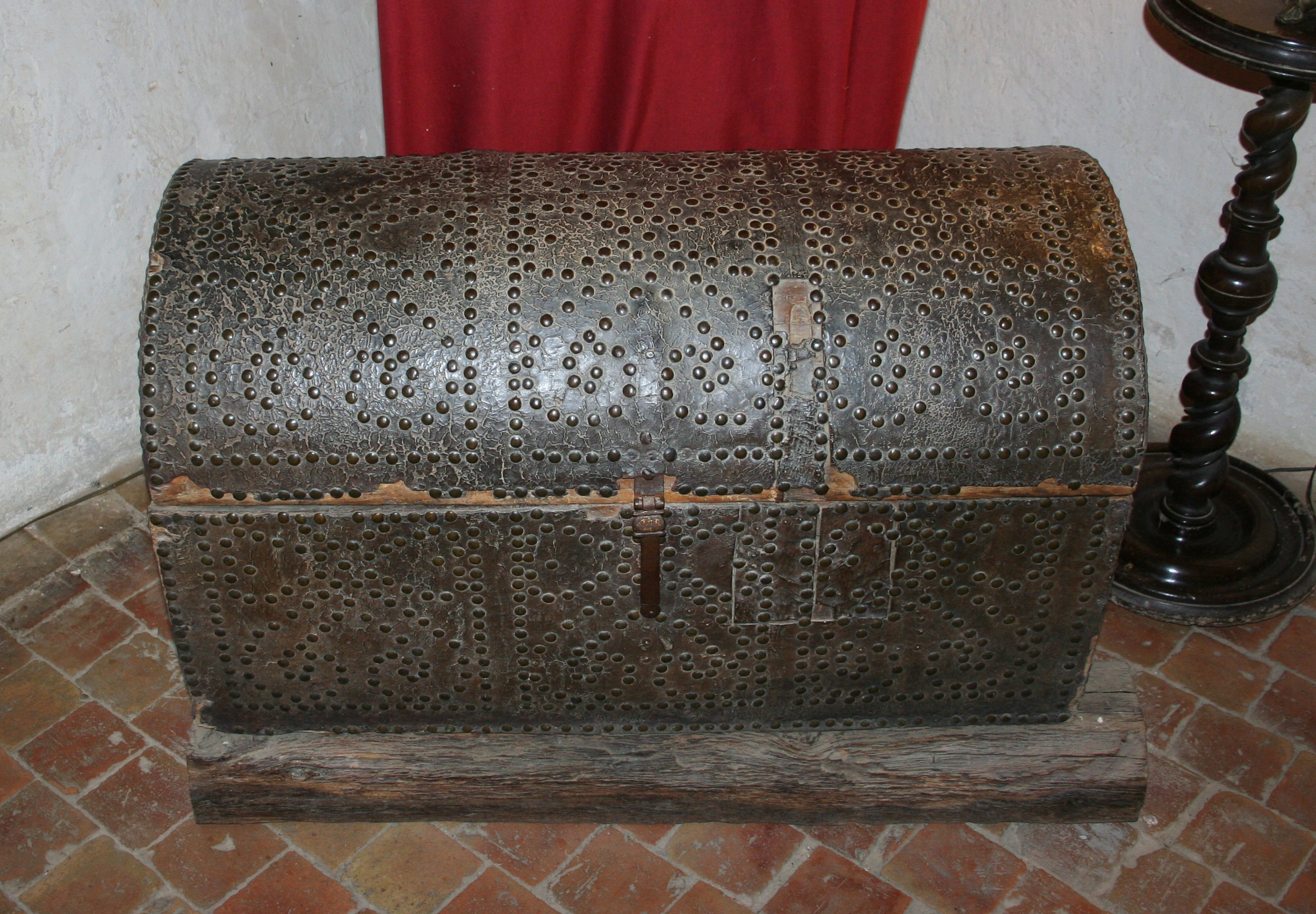
1. Etage: Truhe auf dem Château de Montaigne, in der Abbé Prunis das Manuskript des Journal de voyage fand

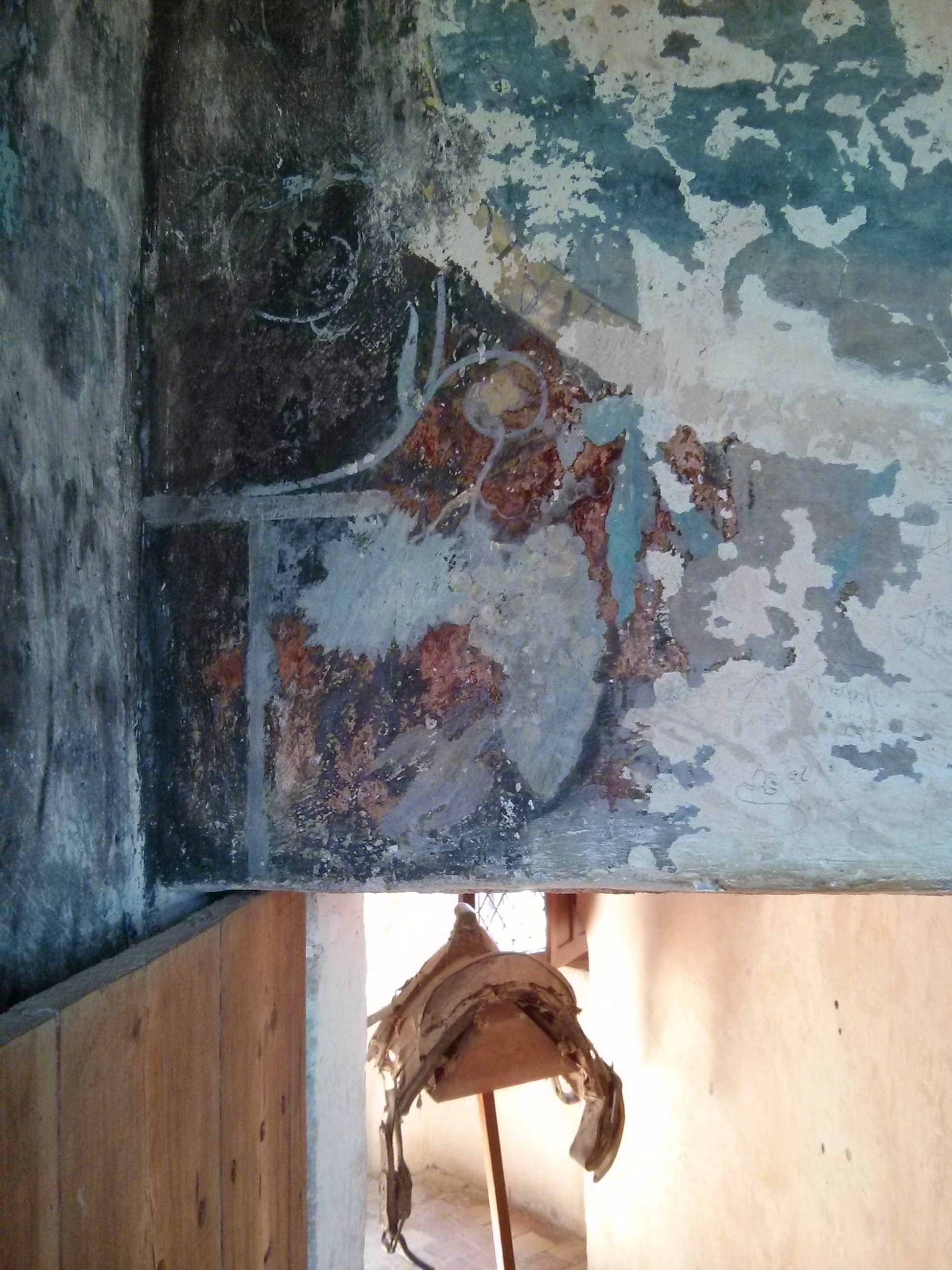
2. Etage: Blick aus dem „recht wohnliche[n] kleine[n] Arbeitszimmer“ mit über dem Ausgang angebrachten, stark erodierten Fresken auf die Bibliothek (süd-westliche Richtung). Im Hintergrund das Fenster mit Ausblick auf den „Frauenturm“ (siehe nächstes Foto)

## Bauliches
Das Schloss erfuhr in seiner Geschichte mehrere bauliche Veränderungen. Es handelt sich um eine zweigeschossige, geschlossene Vierflügelanlage mit annähernd quadratischem Innenhof, dessen rautenförmige Lage in Nord-Süd-Richtung ausgerichtet ist. In südlicher Richtung befindet sich das Eingangstor und rechtsseitig (in östlicher Richtung) der „Bibliotheksturm“. Der angrenzende Flügel führt in östlicher Richtung zum „Frauenturm“.

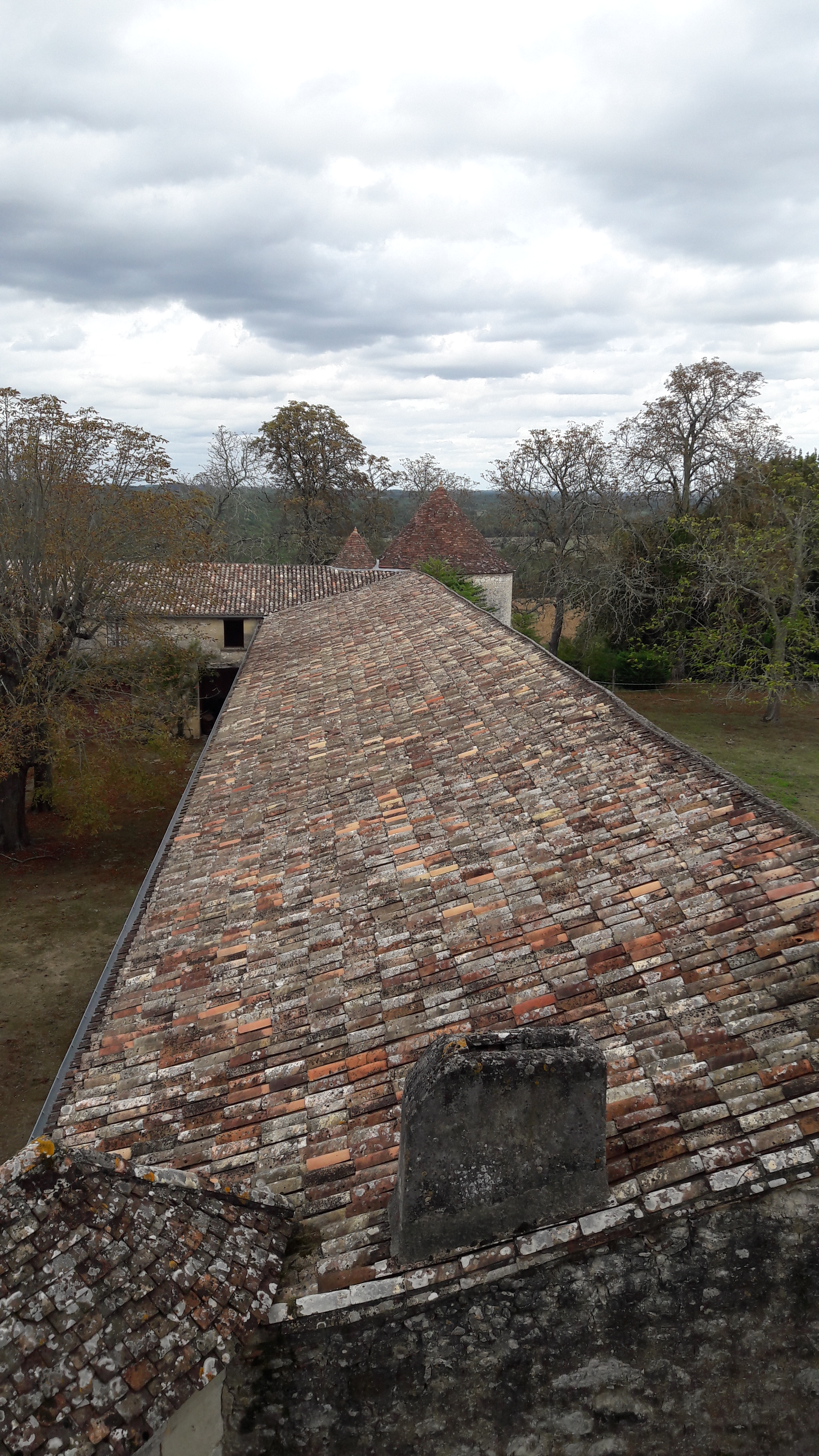
2. Etage: Blick aus einem Fenster im Seitenbereich der Bibliothek, dem kleinen Arbeitszimmer, in nordöstlicher Richtung. Der Turm (weißer Verputz mit spitzkegeligem Dach) am Ende des östlichen Schlossflügels gehörte seiner Frau, Françoise de La Chassaigne.

Der südlich des Hauptgebäudes gelegene „Bibliotheksturm“ besteht aus einem großen und einem kleineren runden Turm mit einem kleinen Wohngebäude und einem Spindeltreppenaufgang. Jede Etage weist eine leicht variierte Richtung der Fensteröffnungen auf. Der Turm ist der einzige authentische Überrest der Gebäude des 16. Jahrhunderts.
Man betritt den Turm über eine schmale Tür und gelangt zunächst in eine kleine Kapelle. Die Decke des gewölbten Oratoriums hat einen blauen Anstrich. An der Wand hinter dem kleinen in einer Mauernische befindlichen Altar ist links und rechts das Familienwappen als Fresko dargestellt. Dazwischen befindet sich eine Abbildung des Heiligen Georgs als Drachentöter.
Über eine schmale in der Wand verlaufende Spindeltreppe erreicht man den sich an den Mauerinnenbereich anlehnenden, seitlichen Rundturm und gelangt durch eine Tür in einen runden Wohn- und Schlafraum im ersten Stock; hier starb der Philosoph. Es finden sich ein großer Kamin sowie drei kleine Fenster. Im zweiten Stock gelangt man zur Bibliothek, die gleichzeitig Montaignes Arbeitszimmer war. Auch hier sind drei Fenster vorhanden. Die Bücher waren auf fünf im Rund angebrachten Regalbrettern aufgereiht. Montaigne hatte durch die vielen Fenster einen Blick auf Wiesen, Felder und den Wirtschaftshof, das Château de Montaigne liegt auf einem kleinen Hügel. Montaigne selbst beschreibt den Ort in den Essais:

„Wenn ich zu Hause bin, widme ich mich den Büchern etwas häufiger. Von meiner Bibliothek aus überschaue ich mein ganzes Hauswesen mit einem Blick. Sie liegt über dem Eingangstor, und ich sehe unter mir meinen Garten, meine Stallungen, meinen Innenhof und Teile meines Anwesens. Da oben blättere ich einmal in diesem, einmal in jenem Buch, ohne Ordnung, ohne Plan: wie es sich eben ergibt. Bald hänge ich im Hin- und Hergehn meinen Tagträumen nach, bald halte ich meine Hirngespinste fest und schreibe sie auf, wie sie hier stehn.
Die Bibliothek liegt im zweiten Stockwerk eines Turms. Das Erdgeschoß wird von meiner Kapelle eingenommen, das erste Stockwerk besteht aus einem Schlafgemach mit Nebenraum, wo ich mich oft hinlege, um allein zu sein; und darüber nun befindet sich die Bibliothek, die früher als große Kleider- und Wäschekammer diente und der unnützeste Raum meines Hauses war. Hier verbringe ich die meisten Tage meines Lebens und die meisten Stunden der Tage. Nachts aber halte ich mich dort nie auf. Daneben liegt ein recht wohnliches kleines Arbeitszimmer, das wohltuend licht ist und in dem winters Feuer gemacht werden kann.
[...] Die Form der Bibliothek ist rund (außer einem geraden Stück Wand, das für Tisch und Stuhl so eben ausreicht). Daher läßt sie mich mit einem Blick all meine in fünf Reihen übereinander aufgestellten Bücher sehn. Sie hat drei Fenster mit großartiger freier Aussicht und mißt sechzehn Schritt im Durchmesser.
Im Winter halte ich mich nicht ständig darin auf, denn mein Anwesen liegt, wie schon sein Name Montaigne sagt, auf einem Hügel, und kein Raum darin ist stärker den Winden ausgesetzt als dieses Turmzimmer; doch gerade daß es abgelegen und ein bißchen mühsam zu erreichen ist, gefällt mir, weil es mir so die Leute vom Leib hält und die körperliche Anstrengung mir guttut.
Hier also bin ich ganz zu Hause, hier suche ich ganz mein eigener Herr zu sein und diesen einzigen Winkel sowohl der ehelichen und töchterlichen als auch der gesellschaftlichen Gemeinschaft zu entziehn. Überall sonst bin ich Herr nur dem Namen nach, in Wirklichkeit redet mir jeder dazwischen. Arm dran ist meines Erachtens, wer bei sich zu Hause nichts hat, wo er bei sich zu Hause ist, wo er sich verbergen, wo er mit sich selbst hofhalten kann. Wie fein entlohnt doch der Ehrgeiz seine Diener, indem er sie zeitlebens einer Marktsäule gleich zur Schau stellt! Nicht einmal das Örtchen bietet ihnen einen Zufluchtsort.“

Montaignes Schreibtisch stand wahrscheinlich vor dem kurzen „geraden Stück Wand“ auf der Nordostseite des Raumes, sodass sein Blick auf die beiden nach Süden (südwestlich bzw. -östlich) hin ausgerichteten Fenster fiel. Auch heute stehen dort ein Tisch und ein Stuhl, die allerdings nicht original sind.
Über eine Tür neben der Spindeltreppe erreicht man aus dem Bibliothekszimmer das von Montaigne erwähnte „recht wohnlich[e] klein[e] Arbeitszimmer“, das in nordwestlicher Richtung angebaut ist. Es ist mit zum Teil stark erodierten Fresken geschmückt. An seiner hinteren Wand befindet sich ein Kamin, die einzige Heizmöglichkeit auf diesem Stockwerk. Dieser Raum diente Montaigne daher als Winterarbeitszimmer.

## Umstände
Von seinem achtunddreißigsten Lebensjahr an, im Februar 1571, zog sich Michel de Montaigne in seine Turmbibliothek im Château de Montaigne zurück. Er hatte sein Amt als Richter in Bordeaux verkauft. Hier in seinem „Turm“ nahm er sein umfangreiches Lebenswerk, die Essais, in Angriff. Die ersten beiden Bände erschienen 1580. Bis zu seinem Tode im Jahre 1592 schrieb Montaigne an seinem Werk, das er häufig überarbeitete und mit Hilfe von Notizen ständig erweiterte.
Eine lateinische Inschrift an der Wand der Bibliothek lautet auf Deutsch:

„Im Jahre des Heils 1571, im 38. Lebensjahr, am 28. Februar, seinem Geburtstag, hat sich Michael Montaigne, schon lange müde des Dienstes bei Gericht und in öffentlichen Ämtern, in voller Manneskraft in den Schoß der gelehrten Jungfrauen zurückgezogen, um in Ruhe und aller Sorgen ledig, wenn es das Schicksal ihm vergönnt, den kleinen Rest seines schon zum großen Teil verflossenen Lebens zu vollenden; er hat diese Stätte, diesen teuren von seinen Ahnen ererbten Zufluchtsort, seiner Freiheit, seiner Ruhe und seiner Muße geweiht.“

## Der Buchbestand
Der Grundstock dieser Bibliothek stammte größtenteils aus dem Vermächtnis seines Freundes Étienne de La Boétie der im Jahre 1563 an der Dysenterie oder der Pest verstarb. Es waren hier etwa tausend Bücher auf den Regalen aufgereiht. Die wenigen Bücher, die aus seinem Bestand noch erhalten sind, weisen häufig von Montaigne verfasste Randnotizen, sogenannte Scholien auf.

## Inschriften auf den Deckenbalken

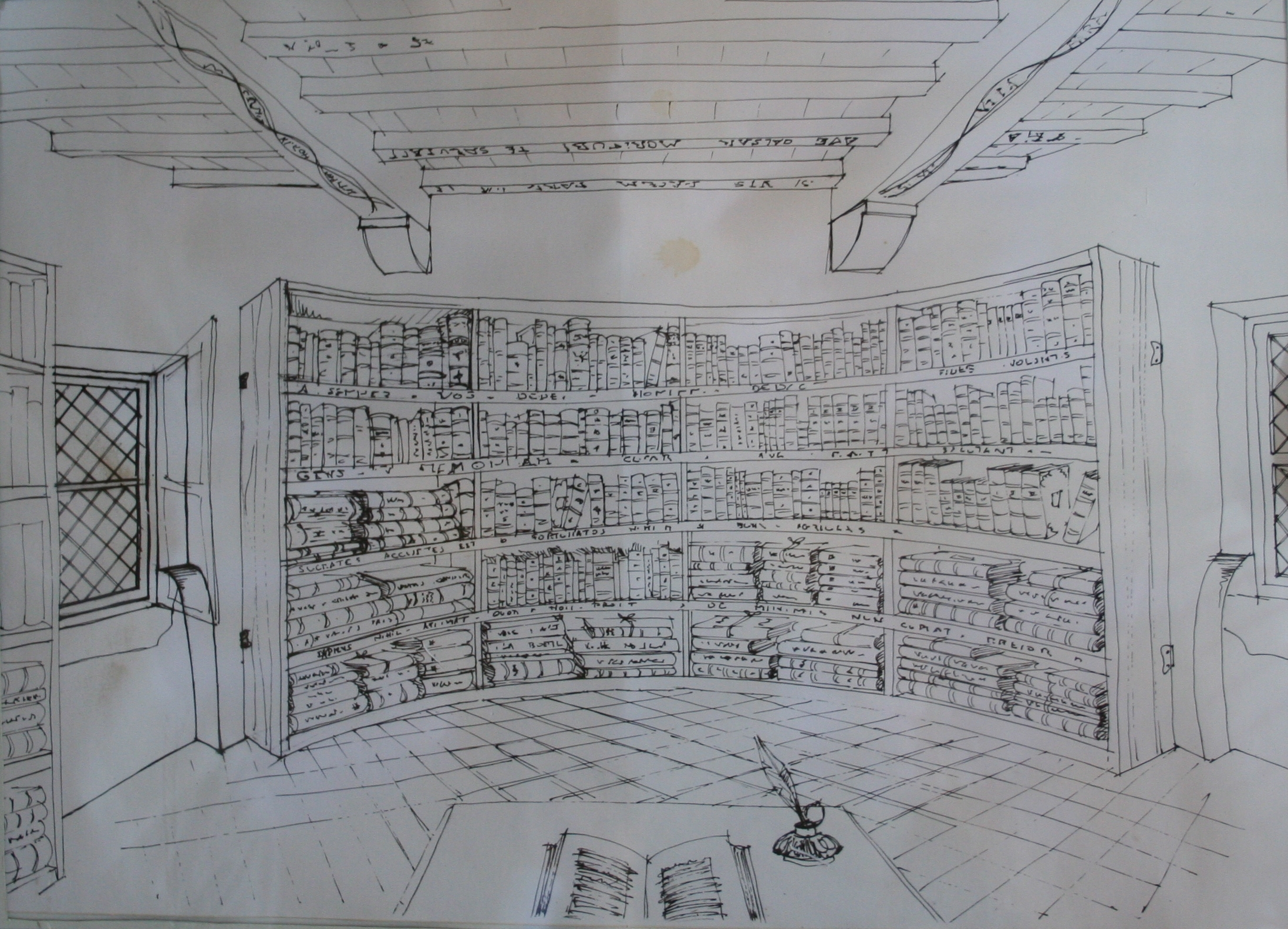
2. Etage: Skizzierte Rekonstruktion einer Bibliothekswand im Turm, Blickrichtung: hinter dem Schreibtisch und vor dem (ehemaligen) Kaminplatz in südwestlich bzw. südöstlicher Richtung der beiden Fenster. Rechts im Bild nicht sichtbar Treppenaufgang und Zugang zum kleinen Arbeitszimmer

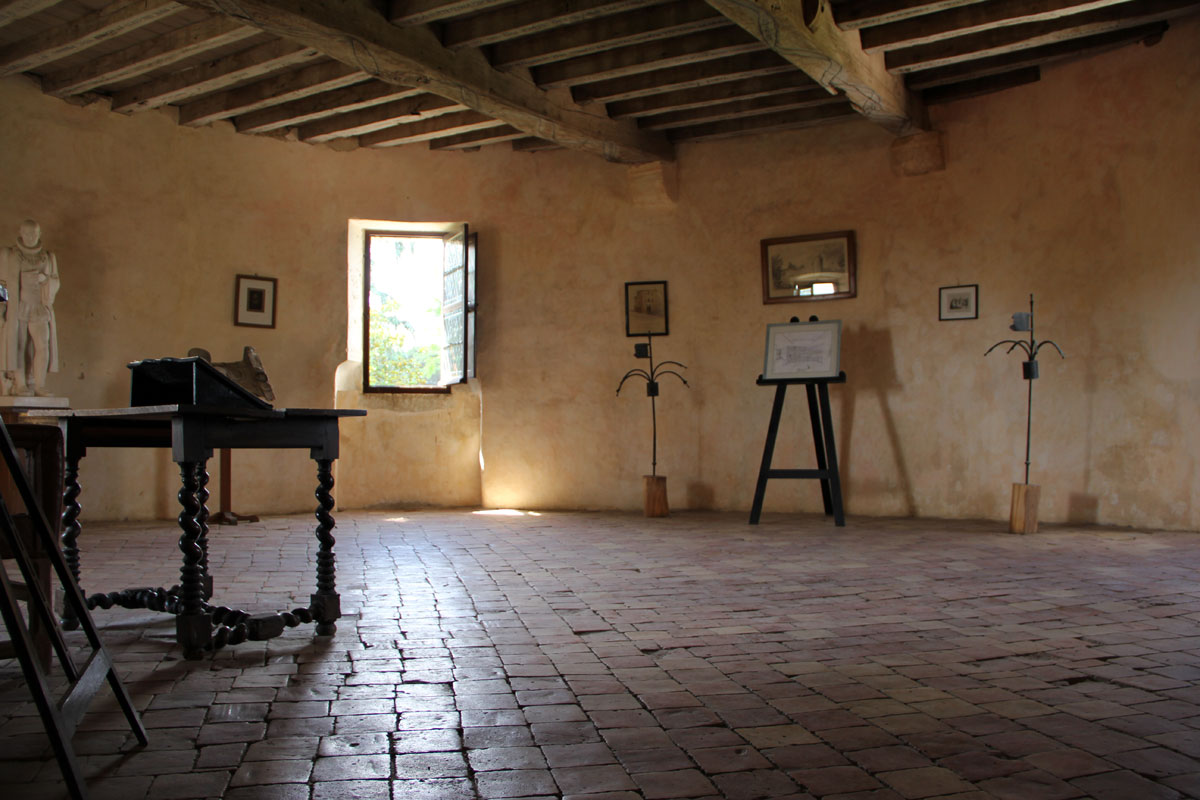
2. Etage: Montaignes Arbeitszimmer ohne die Bücherregale, Blick vom Eingang aus; nach rechts (nicht im Bild) Zugang zu dem kleinen Arbeitszimmer

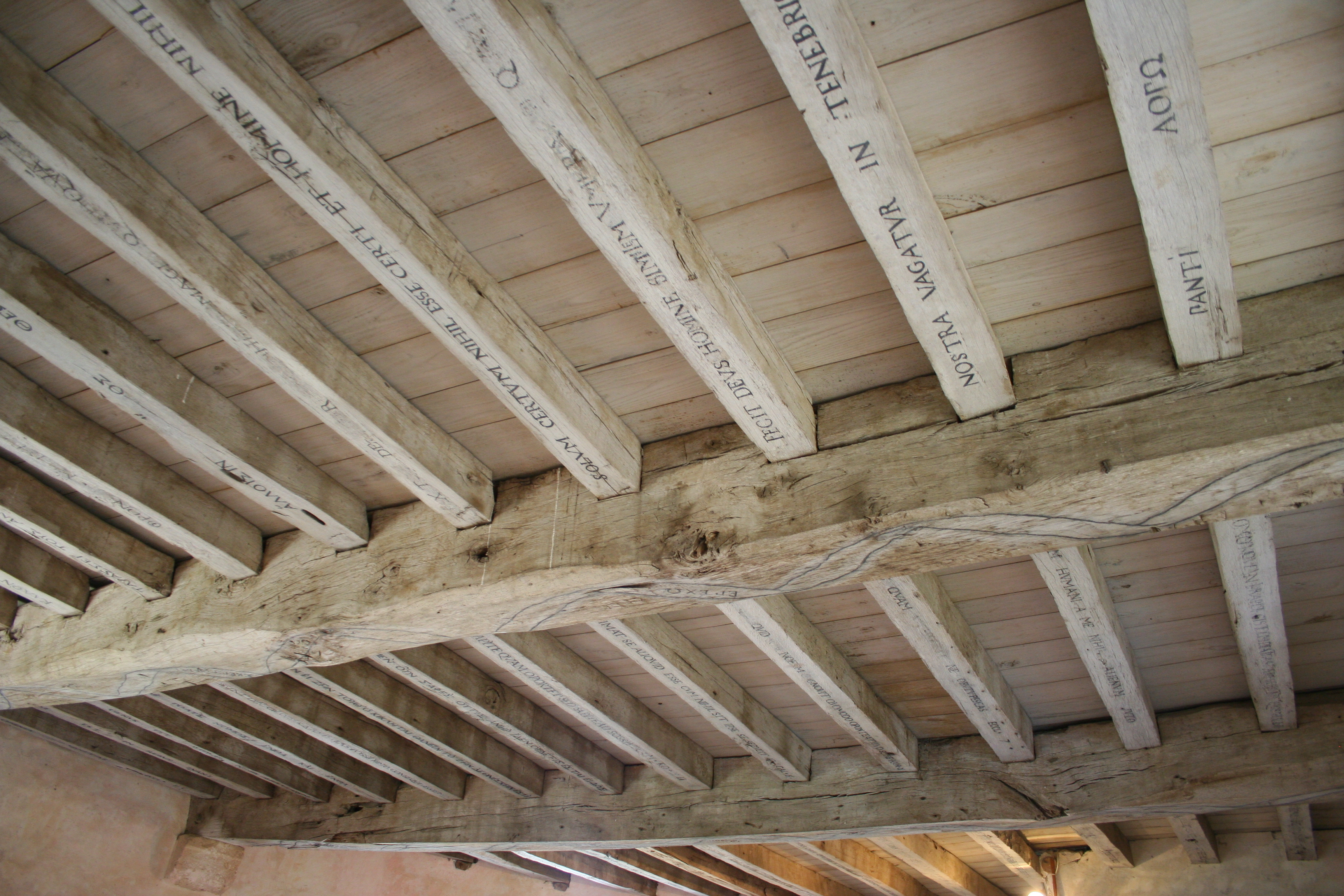
Holzbalkendecke im Bibliotheksturm, mit eingezapften Deckenbalken in den Unterzügen, die auf Steinkonsolen aufliegen.

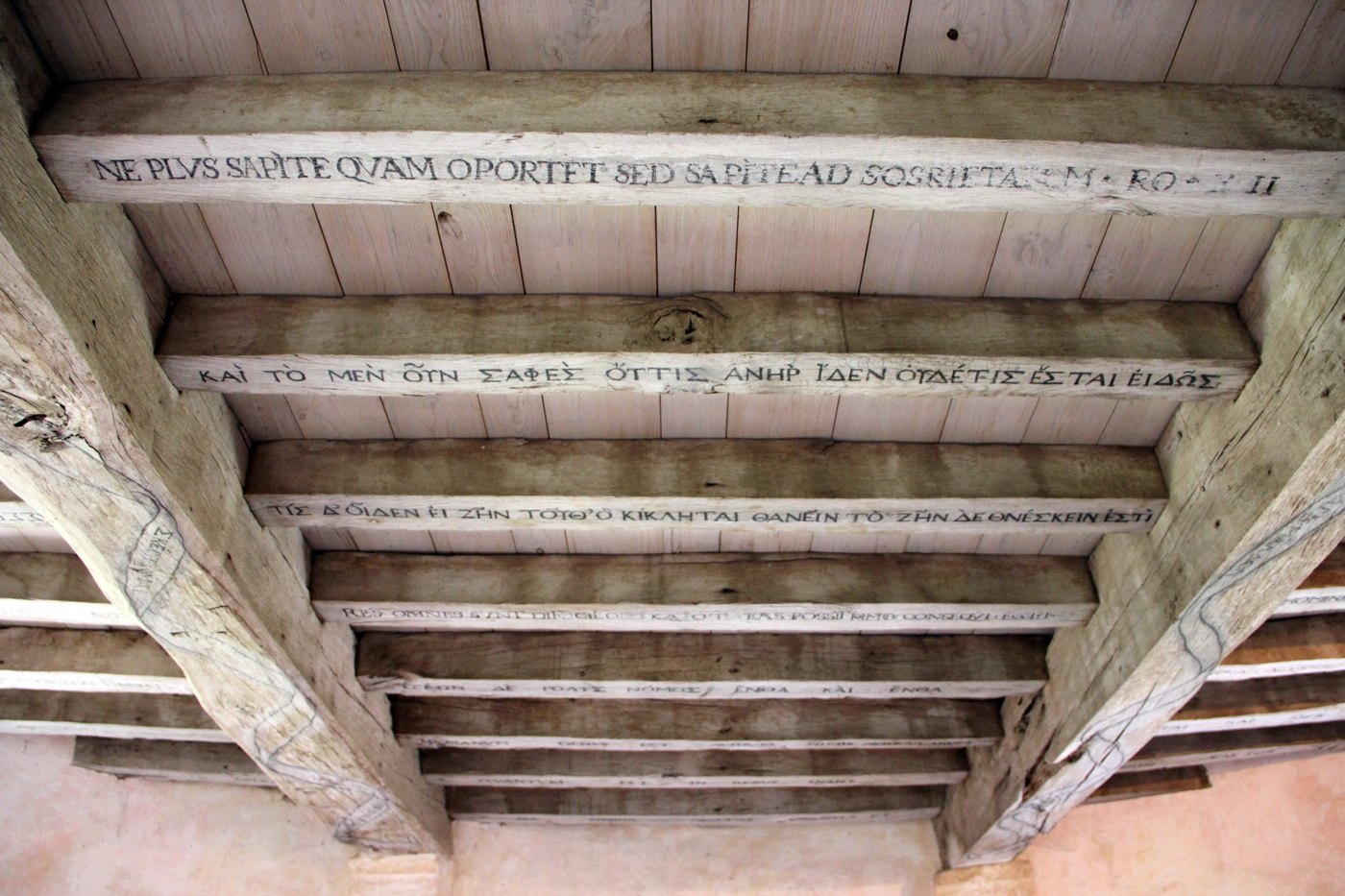
Die Inschriften sind dabei in verschiedenen Schreibrichtungen, je nach Perspektive des Betrachters „auf dem Kopf stehend“ oder in üblicher Leserichtung lesbar.

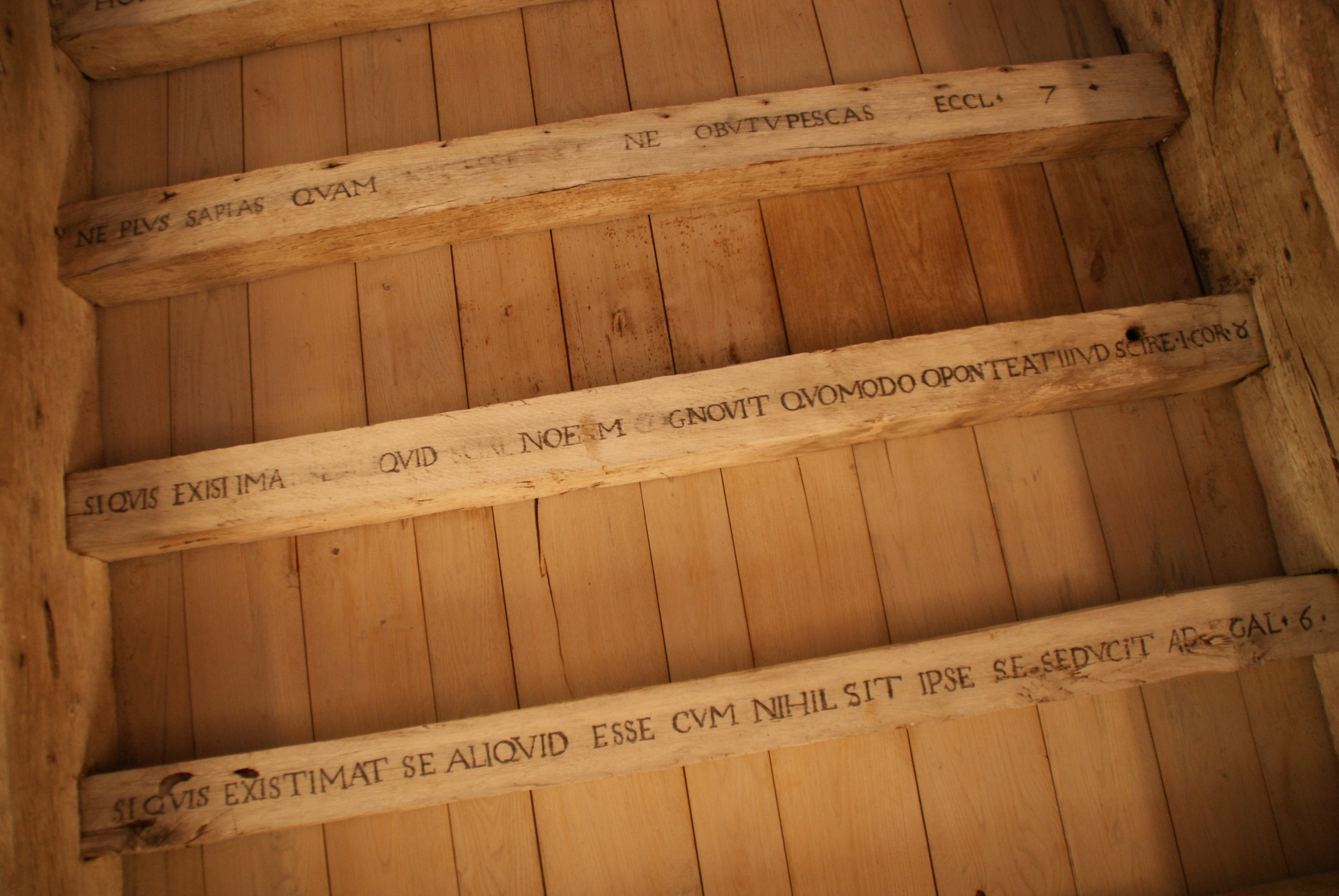
2. Etage: Ausschnitt aus der Decke der Bibliothek.
Drei lateinische Bibelzitate, im Auftrag Montaignes in die Balken gebrannt

2. Etage: Grundriss-Skizze des Stockwerks mit den Nummern der Inschriften auf den Deckenbalken

Die Holzbalkendecke im Bibliotheksraum weist zwei große tragende Balken in nord-südlicher Ausrichtung auf. Zwischen diesen spannen sich kleinere Querbalken, die von den beiden Hauptbalken in drei Fächer unterteilt sind. Diese Balken sind mit 54 sichtbaren Inschriften versehen, je vier auf den beiden Hauptbalken und je eine in fast allen Fächern der Querbalken. Diese Inschriften, die aus altgriechischen und lateinischen Zitaten bestehen, wurden um 1770 von Joseph Prunis wiederentdeckt, als dieser das Château besuchte und auch Montaignes Reisetagebuch auffand, und 1861 von Édouard Galy und Léon Lapeyre erstmals umfassend beschrieben. Die Anbringung der Texte wird seitdem einhellig auf Montaigne selbst zurückgeführt. Auf 21 Balken konnte unter der sichtbaren Inschrift eine andere, ältere nachgewiesen werden; Montaigne hat hier also die Beschriftung der Balken nochmals ändern lassen. Von den unten liegenden, überschriebenen Inschriften konnten 14 rekonstruiert und identifiziert werden, von 2 weiteren sind wenige Buchstaben erhalten, die restlichen 5 sind ganz unlesbar. Insgesamt konnten somit 68 Inschriften identifiziert werden, 30 griechische und 38 lateinische. Von den griechischen Texten gehen 14 auf die Schriften des Sextus Empiricus und Diogenes Laertios zurück, aus denen Montaigne den Pyrrhonismus kennengelernt hat, die meisten anderen griechischen Zitate wurden der Exzerpten-Sammlung des Johannes Stobaios entnommen. Die Quellen der lateinischen Zitate sind vielfältig. Die lateinischen Bibelzitate weichen oft vom Wortlaut der Vulgata ab, sie sind offenbar einer bisher nicht ermittelten Übersetzung entnommen.
| 1. Balken unten: Theognis I, 1155f., zitiert nach Stobaios IV, 39, 14 (S. 905 Wachsmuth/Hense)                                    | Εἴη μοι ζῆν ἀπὸ τῶν ὀλίγων μηδὲν ἔχοντι κακόν.                                                                           | Ich möchte nur leben von geringem Besitz ohne ein lastendes Leid. |
| oben: Prediger 3,22 | Extrema homini scientia ut res sunt boni consulere, caetera securum.                                                     | Höchstes Geschick des Menschen ist es, die Dinge zu nehmen, wie sie sind, und das Übrige nicht zu fürchten.                                                                           |
| 2. Balken unten: Sotades Fragment 13, 3 Diehl, zitiert nach Stobaios IV, 39, 13 (S. 905 Wachsmuth/Hense)                          | Aὐτάρκεια πρὸς πᾶσιν ἡδονὴ δικαία.                                                                                       | Selbstgenügsamkeit in allen Dingen ist die rechte Freude. |
| oben: Prediger 1,13 | Cognoscendi studium homini dedit Deus eius torquendi gratia.                                                             | Ich sah die Mühe, die Gott den Menschen gegeben hat, daß sie darin geplagt werden. |
| 3. Balken unten: Menander, Dēmiurgós Fragment 101 Körte, zitiert nach Stobaios IV, 39, 7 (S. 903 Wachsmuth/Hense)                 | Μακάριος ὅστις ὐγίαν καὶ νοῦν ἔχει.                                                                                      | Glücklich ist jeder, der Gesundheit und Verstand besitzt. |
| oben: Sokrates zugeschrieben von Stobaios III, 22, 37 (S. 593 Wachsmuth/Hense)                                                    | Τοὺς μὲν κενοὺς ἀσκοὺς τὸ πνεῦμα διίστησι, τοὺς δὲ ἀνοήτους ἀνθρώπους τὸ οἴημα.                                          | Leere Schläuche bläht der Lufthauch auf, unvernünftige Menschen der Eigendünkel. |
| 4. Balken unten: Euripides, Alkestis 238f.                                                                                        | Οὔποτε φήσω γάμον εὐφραίνειν πλέον ἢ λυπεῖν.                                                                             | Nie, glaub ich, erblüht in der Ehe fürwahr mehr Lust als Leid. |
| oben: Prediger 9,3 | Omnium quae sub sole sunt fortuna et lex par est.                                                                        | Alles unter der Sonne hat gleiches Schicksal und Gesetz. |
| 5. Balken: Pyrrhon von Elis zugeschrieben von Aulus Gellius, Noctes Atticae XI, 5, 4; vgl. Sextus Empiricus, Hypot. I, 19, 188ff. | Οὐ μᾶλλον οὕτως ἔχει ἢ ἐκείνως ἢ οὐδετέρως.                                                                              | Nicht eher verhält es sich so oder auf jene Art oder auf keine von beiden. |
| 6. Balken unten: Horaz, Oden I, 24, 19f.                                                                                          | Durum: sed levius fit patientia, quidquid corrigere est nefas.                                                           | Hart! Doch leichter wird durch Geduld, was zu verändern verwehrt ist. |
| oben: Prediger 3,11 | Nullius vel magnae vel parvae earum rerum quas Deum tam multas fecit notitia in nobis est.                               | In uns ist keinerlei Kenntnis dessen, ob groß oder klein, was Gott so mannigfaltig geschaffen hat.                                                                                    |
| 7. Balken unten: Sophokles, Aias 125f., zitiert nach Stobaios III, 22, 20 (S. 588 Wachsmuth/Hense)                                | Ὁρῶ γὰρ ἡμᾶς οὐδὲν ὄντας ἄλλο πλὴν εἴδωλ’ ὅσοιπερ ζῶμεν ἢ κούφην σκιάν.                                                  | Seh ich doch, wie wir alle, die wir leben, nichts anderes sind als Scheinbilder und leichter Schatten.                                                                                |
| oben: George Buchanan, Nachdichtung von Palladas, Griechische Anthologie X, 73                                                    | Si te fata ferunt, fer fata, ferere. Ferentes fata ferunt: rapiunt, sin minus illa feras.                                | Wenn dich das Schicksal fortträgt, ertrage das Schicksal und lass dich tragen. Das Schicksal trägt die, die es ertragen: andernfalls, wenn du es nicht erträgst, reißt es dich davon. |
| 8. Balken: Lukrez, De rerum natura II, 14–16                                                                                      | O miseras hominum mentes, o pectora caeca! Qualibus in tenebris vitae quantisque periclis degitur hoc aevi quodcunquest! | Ach, arm ist der Geist der Menschen, blind ihr Verlangen! In welcher Finsternis, in welch bösen Gefahren vergehen die kurzen Tage des Lebens!                                         |
| 9. Balken unten: Sophokles, Aias 554–554b, zitiert nach Erasmus von Rotterdam, Adagia II, 10                                      | Ἐν τῷ φρονεῖν γὰρ μηδὲν ἥδιστος βίος, τὸ μὴ φρονεῖν γὰρ κάρτ’ ἀνώδυνον κακόν.                                            | Darin, dass man nichts begreift, liegt ja das süßeste Leben, denn das Nichtbegreifen ist ein wirklich scherzloses Übel.                                                               |
| oben: Euripides, Fragment 1041 Nauck (1273 Mette), zitiert nach Stobaios III, 22, 6 (S. 584f. Wachsmuth/Hense)                    | Κρινεῖ τίς αὑτὸν πώποτ’ ἀνθρώπων μέγαν, ὃν ἐξαλείφει πρόφασις ἡ τυχοῦσ’ ὅλον;                                            | Wer unter den Menschen wird sich selbst jemals für groß halten, da ihn doch der erste beste Anlass vollständig austilgen kann?                                                        |
| 10. Balken: Lukrez VI, 678f. | Omnia cum coelo terraque marique sunt nihil ad summam summai totius.                                                     | Himmel, Erde und Meer, sie alle sind nichts gegen die Summe der Summen des Ganzen. |
| 11. Balken: Sprüche Salomonis 26,12                                                                                               | Vidisti hominem sapientem sibi videri? Magis illo spem habebit insipiens.                                                | Wenn du einen siehst, der sich weise dünkt, dann ist von einem Narren mehr zu erhoffen.                                                                                               |
| 12. Balken unten: Lukrez III, 1081                                                                                                | Nec nova vivendo procuditur ulla voluptas.                                                                               | Nicht eine neue Lust lässt sich durch bloß verlängertes Leben gewinnen. |
| oben: Prediger 11,5 | Sicut ignoras quomodo anima conjungatur corpori sic nescis opera Dei.                                                    | Da du nicht weißt, wie die Seele mit dem Körper verbunden ist, kennst du nicht Gottes Werk.                                                                                           |
| 13. Balken: Sextus Empiricus, Hypot. I, 21, 194                                                                                   | Ἐνδέχεται καὶ οὐκ ἐνδέχεται.                                                                                             | Es kann sein und es kann nicht sein. |
| 14. Balken: nach Platon, Kratylos 412c, zitiert von Sextus Empiricus, Hypot. III, 22, 175                                         | Ἀγαθὸν ἀγαστόν. | ‚Gutes‘ (bedeutet) ‚Bewundernswertes‘. |
| 15. Balken: Erasmus von Rotterdam, Adagia II, 10, 90 (= 1990)                                                                     | Κέραμος ἄνθρωπος. | Der Mensch ist wie ein tönernes Geschirr. |
| 16. Balken unten: Sokrates zugeschrieben von Stobaios III, 22, 36 (S. 592f. Wachsmuth/Hense)                                      | Ἡ δεισιδαιμονία καθάπερ πατρὶ τῶ τυφῶ πείθεται.                                                                          | Der Aberglaube gehorcht dem Hochmut (oder: dem Trugwerk) ganz so wie einem Vater. |
| oben: Paulus, Römerbrief 12,16 | Nolite esse prudentes apud vosmetipsos.                                                                                  | Haltet euch nicht selbst für weise. |
| 17. Balken unten: Herodot VII, 10, 11, zitiert nach Stobaios III, 22, 46 (S. 595 Wachsmuth/Hense)                                 | Οὐ γὰρ ἐᾷ φρονέειν ὁ θεὸς μέγα ἄλλον ἢ ἑωυτόν.                                                                           | Denn der Gott duldet nicht, dass einer sich groß dünkt, außer ihm selbst. |
| oben: nach Martial X, 47, 13 | Summum nec metuam diem nec optem.                                                                                        | Meinen letzten Tag möge ich weder fürchten noch herbeiwünschen. |
| 18. Balken unten: Horaz, Episteln I, 1, 15                                                                                        | Quo me cunque rapit tempestas, deferor hospes.                                                                           | Wohin auch immer der Sturm mich trägt, werde ich nur als Gast verschlagen. |
| oben: Prediger 11,6 | Nescis homo an illus magis expediat an æque utrumque.                                                                    | Du weißt nicht, Mensch, ob dies oder das besser ist, oder ob beides gleich gut ist.                                                                                                   |
| 19. Balken: Terenz, Heautontimoroumenos 77 (= I, 1, 25)                                                                           | Homo sum humani a me nihil alienum puto.                                                                                 | Ich bin ein Mensch, nichts Menschliches ist mir fremd. |
| 20. Balken: Prediger 7,17 | Ne plus sapias quam necesse est ne obstupescas.                                                                          | Sei nicht weiser als nötig, du wirst verrückt. |
| 21. Balken: Paulus, 1. Korintherbrief 8,2                                                                                         | Si quis existimat se aliquid scire nondum cognouit quomodo oporteat illud scire.                                         | Wenn sich jemand einbildet, etwas zu wissen, hat er noch nicht die Einsicht, wie man wissen soll.                                                                                     |
| 22. Balken: Paulus, Galaterbrief 6,3                                                                                              | Si quis existimat se aliquid esse cum nihil sit ipse se seducit.                                                         | Wenn einer, der nichts ist, meint, jemand zu sein, der täuscht sich selbst. |
| 23. Balken unten: nicht identifizierter lateinischer Text                                                                         | Tolle..............et.............o av...                                                                                | |
| oben: Paulus, Römerbrief 12,3 | Ne plus sapite quam oportet sed sapite ad sobrietatem.                                                                   | Nicht weiser als nötig, sondern weise mit Maß. |
| 24. Balken: Xenophanes, Fragment DK 21 B 34, zitiert bei Sextus Empiricus, Adversus Mathematicos VII, 49 und 110                  | Καὶ τὸ μὲν οὖν σαφὲς οὔτις ἀνὴρ ἴδεν οὐδέ τις ἔσται εἰδώς.                                                               | Klares hat freilich kein Mensch gesehen, und es wird auch keinen geben, der es gesehen hat.                                                                                           |
| 25. Balken: Euripides, Phrixos Fragment 833 Nauck (854/1167 Mette), zitiert nach Stobaios IV, 52, 38 (S. 1083 Wachsmuth/Hense)    | Τίς δ’ οἴδεν εἰ ζῆν τοῦθ’ ὃ κέκληται θανεῖν, τὸ ζῆν δὲ θνῇσκειν ἐστί;                                                    | Wer aber weiß, ob nicht das, was man Totsein nennt, Leben ist und das Leben Totsein?                                                                                                  |
| 26. Balken unten: Theognis I, 255, zitiert nach Stobaios IV, 39, 8 (S. 903 Wachsmuth/Hense)                                       | Κάλλιστον τὸ δικαιότατον, ῥᾷστον δ’ ὑγιαίνειν.                                                                           | Am schönsten ist das Gerechteste, am angenehmsten aber Gesundsein. |
| oben: Prediger 1,8 | Res omnes sunt difficiliores quam ut eas possit homo consequi.                                                           | Die Dinge sind zu komplex, als dass der Mensch ihnen folgen könnte. |
| 27. Balken: Homer, Ilias XX, 249, zitiert nach Diogenes Laertios IX, 11, 73                                                       | Ἐπέων δὲ πολὺς νομὸς ἔνθα καὶ ἔνθα.                                                                                      | Der Worte ist eine reiche Weide hierhin und dorthin. |
| 28. Balken: Lukrez IV, 594 | Humanum genus est avidum nimis auricularum.                                                                              | Das gesamte Menschengeschlecht buhlt begierig um offene Ohren. |
| 29. Balken: Persius, Satiren I, 1                                                                                                 | Quantum est in rebus inane.                                                                                              | O Welt, wie nichtig und eitel! |
| 30. Balken: Prediger 1,2 | Per omnia vanitas. | Überall Eitelkeit. |
| 31. Balken unten: Text nicht identifiziert                                                                                        | | |
| oben: Lucan II, 381–382 | Servare modum, finemque tenere, naturamque sequi.                                                                        | Maß halten, den Endzweck bewahren, bloß der Natur gehorchen. |
| 32. Balken: Prediger 10,9 | Quid superbis terra et cinis.                                                                                            | Was überhebst du dich, Staub und Asche? |
| 33. Balken: Jesaia 5,21 | Væ qui sapientes estis in oculis vestris.                                                                                | Wehe denen, die sich selbst für klug halten. |
| 34. Balken unten: Cornelius Nepos, Leben des Atticus                                                                              | Mores cuique sui fingunt fortunam.                                                                                       | Jedem das Schicksal, das sein Benehmen ihm bestimmt. |
| oben: Prediger 3,22 | Fruere iucunde præsentibus cætera extra te.                                                                              | Freue dich an der Gegenwart, der Rest ist nicht erreichbar. |
| 35. Balken: Sextus Empiricus, Hypot. I, 27, 202                                                                                   | Παντὶ λόγῳ λόγος ἴσος ἀντίκειται.                                                                                        | Jedem Argument steht ein gleichwertiges entgegen. |
| 36. Balken: Michel de l’Hôpital                                                                                                   | Nostra vagatur in tenebris nec caeca potest mens cernere verum.                                                          | Im Dunkeln irrt unser Geist, und blind vermag er die Wahrheit nicht zu unterscheiden.                                                                                                 |
| 37. Balken unten: Epicharmos, Fragment DK 23 B 11, zitiert nach Cicero, Tusculanae disputationes I, 8, 15                         | Emori nolo, sed me esse mortuum nihili aestimo.                                                                          | Sterben will ich nicht, aber tot sein macht mir nichts aus. |
| oben: Prediger 7,1 | Fecit deus hominem similem umbræ de qua post solis occasum quis iudicabit.                                               | Gott hat den Menschen gleich einem Schatten geschaffen, den niemand richten kann, wenn die Sonne untergegangen ist.                                                                   |
| 38. Balken: Plinius, Naturalis historia II, 7                                                                                     | Solum certum nihil esse certi et homine nihil miserius aut superbius.                                                    | Das einzig Gewisse ist, dass nichts gewiss ist, und nichts elender und aufgeblasener als der Mensch.                                                                                  |
| 39. Balken unten: nicht identifizierter griechischer Text                                                                         | Μ … μὴ … το … ᾿ … θως …                                                                                                  | |
| oben: Prediger 11,5 | Ex tot Dei operibus nihilo magis quidquam homini cognitum quam venti vestigium.                                          | Von so vielen Werken Gottes ist dem Menschen nicht mehr bekannt als die Spur des Windes.                                                                                              |
| 40. Balken: Euripides, Hippolytos 104                                                                                             | Ἄλλοισιν ἄλλος θεῶν τε κἀνθρώπων μέλει.                                                                                  | Es schätzt nicht jeder jeden, weder Mensch noch Gott. |
| 41. Balken unten: Text nicht identifiziert                                                                                        | | |
| oben: Menander, Epimpramene, zitiert nach Stobaios                                                                                | Ἐφ’ ὧ φρονεῖς μέγιστον, ἀπολεῖ τοῦτό σε, τὸ δοκεῖν τιν’ εἶναι.                                                           | Was dich am höchsten dünkt, der Wahn, etwas zu sein, er wird dich verderben. |
| 42. Balken: Epiktet, Handbüchlein 5, zitiert nach Stobaios IV, 51, 20 (S. 1070 Wachsmuth/Hense)                                   | Ταράσσει τοὺς ἀνθρώπους οὐ τὰ πράγματα, ἀλλὰ τὰ περὶ τῶν πραγμάτων δόγματα.                                              | Nicht die Dinge selbst beunruhigen die Menschen, sondern ihre Urteile und Meinungen über sie.                                                                                         |
| 43. Balken unten: Text nicht identifiziert                                                                                        | | |
| oben: Sophokles, Colchides Fragment 321 Nauck (446 Pearson), zitiert nach Stobaios III, 22, 23 (S. 589 Wachsmuth/Hense)           | Καλὸν φρονεῖν τὸν θνητὸν ἀνθρώποις ἴσα.                                                                                  | Den Sterblichen schön zu denken kommt den Menschen zu. |
| 44. Balken unten: nicht identifizierter griechischer Text                                                                         | | |
| oben: Horaz, Oden II, 11, 11f. | Quid aeternis minorem consiliis animum fatigas?                                                                          | Was plagst du den hierfür zu schwachen Verstand mit ewigen Plänen? |
| 45. Balken unten: nicht identifizierter lateinischer Text                                                                         | | |
| oben: Psalm 36,7 | Iudicia domini abyssus multa.                                                                                            | Die Entscheidungen des Herrn sind abgrundtief. |
| 46. Balken: pyrrhonisches Schlagwort, nach Sextus Empiricus, Hypot. I, 23, 197                                                    | Οὐδὲν ὁρίζω. | Ich bestimme nichts. |

| A1: nach Sextus Empiricus, Hypot. I, 15                                      | Iudicio alternante. | Im Wechsel urteilen.                               |
| A2: pyrrhonisches Schlagwort, nach Sextus Empiricus, Hypot. I, 26, 201       | Ἀκαταληπτῶ.         | Ich bin ohne Erkenntnis.                           |
| A3: pyrrhonisches Schlagwort, nach Sextus Empiricus, Hypot. I, 19, 188ff.    | Οὐδὲν μᾶλλον.       | Nicht eher.                                        |
| A4: nach Diogenes Laertios IX, 11, 74; Sextus Empiricus, Hypot. I, 19, 190   | Ἀῤῥεπῶς.            | Im Gleichgewicht.                                  |
| B1: pyrrhonisches Schlagwort, nach Sextus Empiricus, Hypot. I, 26, 201       | Οὐ καταλαμβάνω.     | Ich erkenne nicht.                                 |
| B2: pyrrhonisches Schlagwort, nach Sextus Empiricus, Hypot. I, 22, 196       | Ἐπέχω.              | Ich enthalte mich (des Urteils).                   |
| B3: nach Diogenes Laertios IX, 11, 70; Sextus Empiricus, Hypot. I, 3, 7 u.ö. | Σκέπτομαι.          | Ich prüfe.                                         |
| B4: nach Sextus Empiricus, Hypot. I, 8, 17 und 11, 23f.                      | More duce et sensu. | Geleitet von den Sitten und der Sinneswahrnehmung. |

## Einfluss auf das Schreiben
Einige Historiker, so etwa Edouard Galy und Léon Lapeyre (1861) befürworteten die Hypothese, dass die Umgebung des Turms auch Montaignes Schreiben beeinflusst habe. Er habe sich nicht nur von den Büchern in seiner Bibliothek inspirieren lassen, sondern auch von den Gemälden sowie den an allen Wänden und Decken angebrachten Zitaten, wie die Verwendung der Zitate in den Aufsätzen zeige. Das Ausmaß und die Art dieses Einflusses bleibt jedoch schwer zu bestimmen. Montaigne selbst geht auf die Bedeutung der Bibliothek für sein Schreiben im dritten Teil seiner Essais ein. Die neuere Forschung tendiert dazu, Montaignes persönliche Herangehensweise durch sich-inspirieren-lassen und durch „eine Struktur, die auf Vergleich und Kontrast beruhte,“ für seine assoziative Schreibweise verantwortlich zu machen. Auch Alain Legros warnt davor, die Inschriften mit Montaignes eigenem Denken gleichzusetzen:

„Diese Sammlung lateinischer und griechischer Sentenzen gibt nicht das Denken Montaignes wieder! Dieses Denken – in dauernder Bewegung und über alles – kann nur die Lektüre seiner Essais, wenn schon nicht in vollem Umfang verständlich machen, so doch wenigstens streifen, vorausgesetzt, man reduziert es nicht auf einige wenige französische Sentenzen derselben Art.“

## Aktuelle Situation
Nach dem Brand des Schlosses im Jahre 1885 blieb u. a. der Turm unbeschadet. Marie Thirion Mautauban veranlasste die Wiedererrichtung und Umgestaltung des Schlosses. Als Teil der Domaine de Michel de Montaigne ist das Anwesen immer noch im Privatbesitz der Familie Mähler-Besse (6. und 7. Generation nach Pierre Magne). Der Schlossinnenhof und auch der Turm sind für die Öffentlichkeit regelmäßig im Rahmen von Führungen zugänglich. Am Eingang können u. a. die Eintrittskarten erworben werden. Für behinderte Menschen bzw. schwerbeschädigte Personen aus der EU ist der Eintritt frei. Entlang eines Parkweges gelangt man zum Tor und darüber in den Schlosshof, der Turm Montaignes liegt rechter Hand nahe dem Eingang. Für Rollstuhlfahrer ist der Weg beschwerlich. Der Aufstieg zum Turm setzt ein unbeeinträchtigtes Gehvermögen voraus. Die fundierten Führungen finden nur in französischer Sprache statt. Audioguides sind nicht vorhanden; im Boutiquebereich werden aber laminierte Texte mit Erläuterungen zu den einzelnen Etagen des Turmes in verschiedenen Sprachen zur Verfügung gestellt (Stand Oktober 2019).
Obgleich der französische Staat das Objekt im Jahre 1992 unter der Rubrik Monuments historiques (Historische Denkmäler) erfasste, scheint die sachgerechte Konservierung des Baudenkmals die privaten Träger zu überfordern. Zuständig für die Monuments historiques ist das Kulturministerium, Ministère de la Culture et de la Communication, das die Base Mérimée unterhält.